# Lilit Pipoyan
 (août 2018).
Lilit Pipoyan (arménien : Լիլիթ Պիպոյան; née le 16 juin 1955) est une musicienne arménienne, chanteuse, et architecte.

## Biographie
Pipoyan appartient à ce cercle étroit de musiciens arméniens modernes dont les œuvres présentent une alternative à la musique folk, classique, spirituel et de la musique pop. Né à Erevan dans une famille d'artistes, elle est diplômée de l'école de musique spécialisée Spendiaryan et a ensuite étudié l'architecture, l'obtient son Doctorat en Théorie et Histoire de l'Architecture arménienne.
Les compositions de Pipoyan  sont basées sur la poésie arménienne et le folklore. Elle aime les chansons séculières médiévales, pour lesquelles elle crée des arrangements modernes ou de nouvelles mélodies lorsque les originaux sont perdus, avec un caractère distinctement arménien.
Elle compose également de la musique basée sur la poésie arménienne moderne. Elle a enregistré trois Cd et a joué sur les scènes en Arménie, en Suisse, en Syrie, et les États-Unis. Elle vit à Erevan avec son mari et ses deux enfants.

## Discographie
- Lialousin - (1998)
- Un Jour de la Ville - (2003)
- Fleur Bleue - (2006)
- Nav (2012)
- Morceaux choisis de Komitas, Karaoké (2013)